# 郑州东站 (地铁)
郑州东站是郑州地铁1号线、5号线以及8号线的换乘站，位于中华人民共和国河南省郑州市郑东新区（行政区划属金水区）国铁郑州东站和西广场的地下，于2013年12月28日正式启用。该站与国铁郑州东站接驳，同时毗邻郑州高铁长途汽车枢纽站，共同构成了郑州东部的重要交通枢纽。

## 车站结构
地铁郑州东站分为1号线车站和5/8号线车站两部分。1号线车站的主体结构位于国铁郑州东站地下，呈东西向布置，5号线和8号线车站为同构，主体结构位于1号线车站西侧，郑州东站西广场地下，呈南北向布置，与1号线车站呈“T”形相交。

### 车站楼层
地铁郑州东站1号线车站的主体结构为地下二层车站，其中B1层为站厅层，B2层为1号线站台层。5/8号线车站的主体结构为地下三层车站，其中B1层为站厅层，B3层为5号线与8号线的站台层。

#### 1号线车站楼层
| 1F  | 地面     | A-G、J、K出入口、行李检查（F、K出入口处）、郑州东站到达层、郑州东站售票厅、停车场、公交车站 | A-G、J、K出入口、行李检查（F、K出入口处）、郑州东站到达层、郑州东站售票厅、停车场、公交车站 | A-G、J、K出入口、行李检查（F、K出入口处）、郑州东站到达层、郑州东站售票厅、停车场、公交车站 |
| B1F | 站厅     | 客服中心、自动售票机、行李检查、闸机、车站控制室 付费区连通 █ 5号线、 █ 8号线站厅           | 客服中心、自动售票机、行李检查、闸机、车站控制室 付费区连通 █ 5号线、 █ 8号线站厅           | 客服中心、自动售票机、行李检查、闸机、车站控制室 付费区连通 █ 5号线、 █ 8号线站厅           |
| B2F | █ 1号线  | 往河南工业大学方向（东风南路）                                                              | 往河南工业大学方向（东风南路）                                                              | 往河南工业大学方向（东风南路）                                                              |
| B2F | 岛式站台 | 连接5/8号线站台 (单向换乘，不准进入)                                                        | 至站厅                                                                                      | 卫生间                                                                                      |
| B2F | █ 1号线  | 往河南大学新区方向（博学路）                                                                | 往河南大学新区方向（博学路）                                                                | 往河南大学新区方向（博学路）                                                                |

#### 5/8号线车站楼层
| 1F  | 地面     | H、I出入口                                                              | H、I出入口                                                              | H、I出入口                                                              |
| B1F | 站厅     | 客服中心、自动售票机、行李检查、闸机、车站控制室 付费区连通 █ 1号线站厅 | 客服中心、自动售票机、行李检查、闸机、车站控制室 付费区连通 █ 1号线站厅 | 客服中心、自动售票机、行李检查、闸机、车站控制室 付费区连通 █ 1号线站厅 |
| B3F | █ 5号线  | 内环方向（康宁街）                                                      | 内环方向（康宁街）                                                      | 内环方向（康宁街）                                                      |
| B3F | 岛式站台 | 卫生间                                                                  | 至站厅 至1号线站台                                                      |                                                                         |
| B3F | █ 8号线  | 往鲁庙方向（圃田西）                                                    | 往鲁庙方向（圃田西）                                                    | 往鲁庙方向（圃田西）                                                    |
| B3F | █ 8号线  | 往天健湖方向（畅和街）                                                  | 往天健湖方向（畅和街）                                                  | 往天健湖方向（畅和街）                                                  |
| B3F | 岛式站台 | 卫生间                                                                  | 至站厅 至1号线站台                                                      |                                                                         |
| B3F | █ 5号线  | 外环方向（金水东路）                                                    | 外环方向（金水东路）                                                    | 外环方向（金水东路）                                                    |

### 站厅
地铁郑州东站的1号线车站和5/8号线车站各设1座站厅，均位于B1层。两座站厅内各设有客服中心、自动购票机、行李检查、车站控制室等设施。站厅由闸机和栏杆分隔为付费区和非付费区，1号线站厅的东部为非付费区，其余部分均为付费区，5/8号线站厅的付费区则位于站厅中部及东部，站厅的北部、西部、南部则为非付费区。1号线站厅付费区的西端与5/8号线站厅的付费区连通，两座站厅的非付费区则并不相连。在站厅付费区内设有自动扶梯、步梯和无障碍电梯，连接站厅和对应的站台。

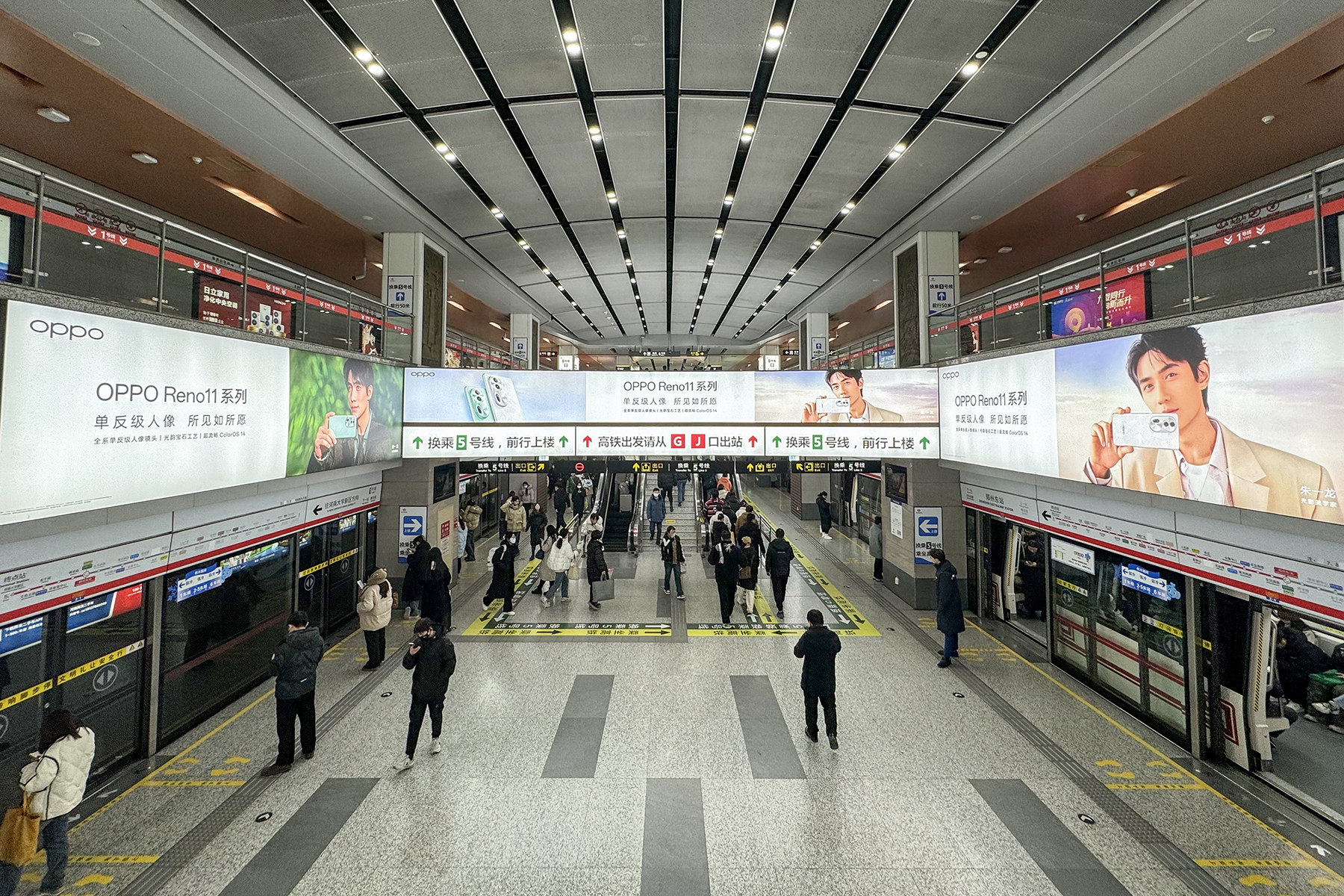
1号线站台和站厅采用挑空设计
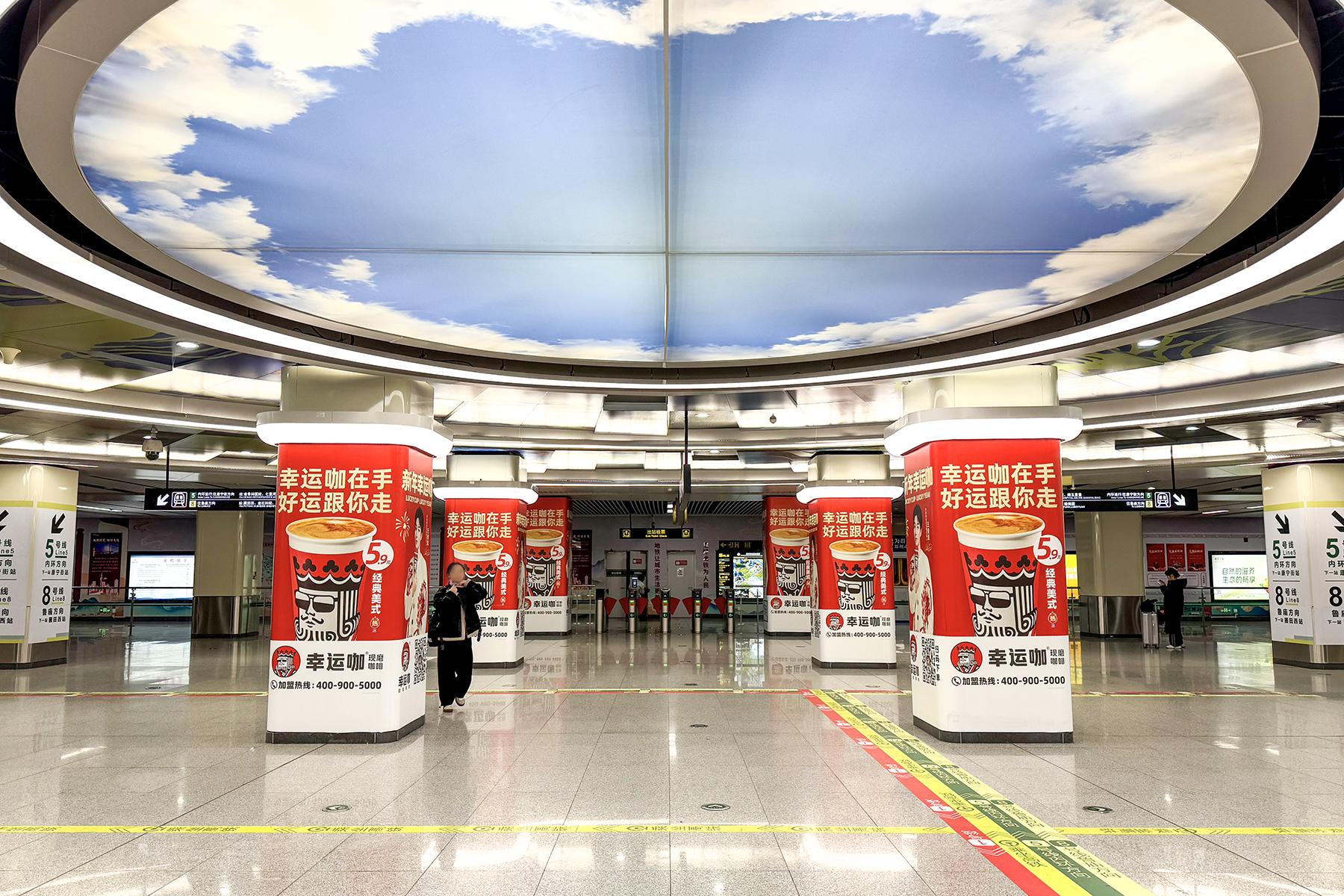
5/8号线站厅
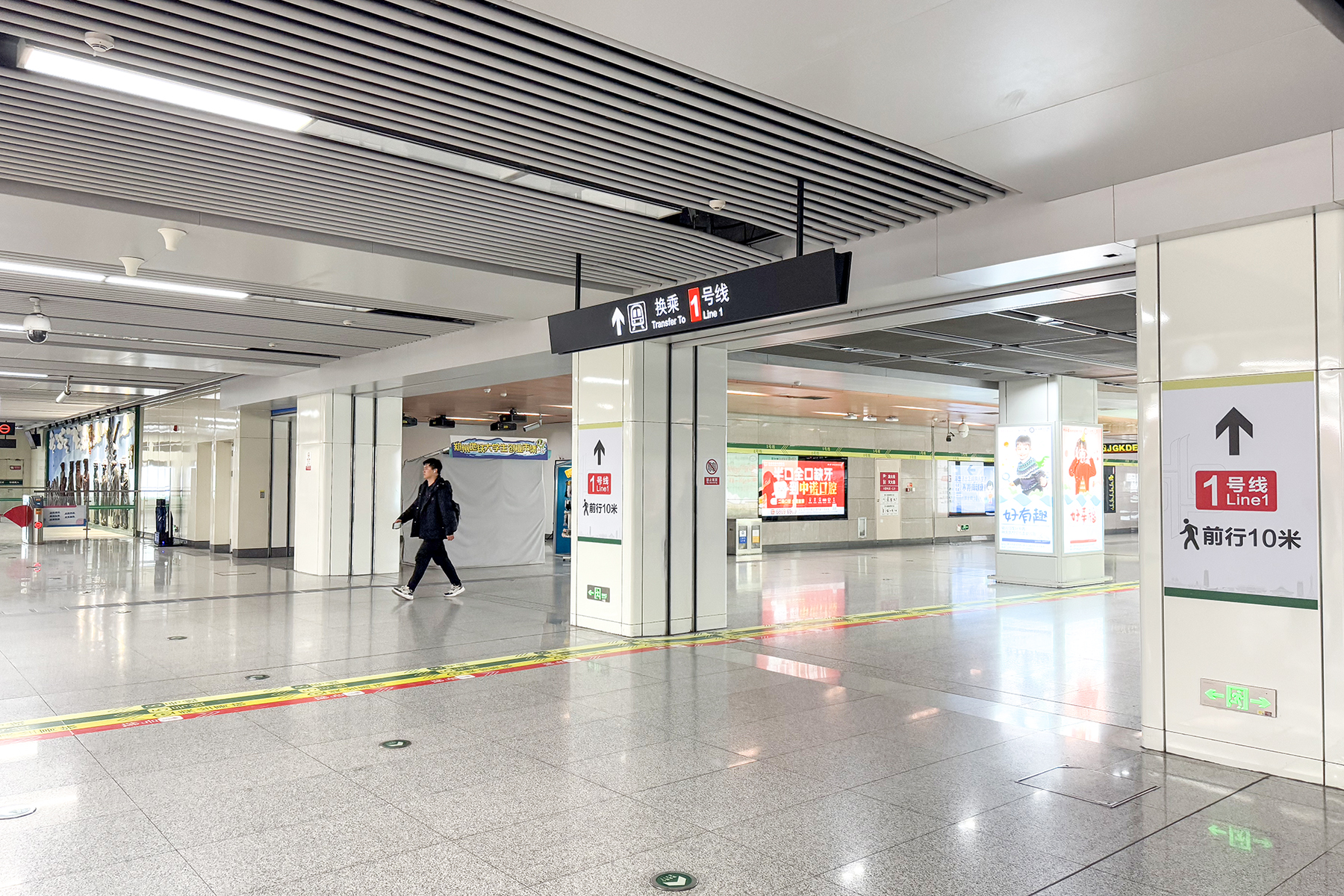
1号线站厅与5/8号线站厅连通处

### 站台
地铁郑州东站的1号线车站设一座岛式站台，为于B2层，安装有高站台门。站台呈东西走向。其中南侧站台面由下行（河南工业大学方向）列车使用，北侧站台面由上行（河南大学新区方向）列车使用，站台东端设有卫生间和母婴室。
该站的5/8号线车站设两座并列设置的岛式站台，设于B3层，均安装有高站台门。两座岛式站台均呈南北走向，其中西侧的岛式站台由5号线内环方向和8号线开往鲁庙方向的列车使用，东侧的岛式站台由5号线外环方向和8号线开往天健湖方向的列车使用。5/8号线的两座岛式站台的南端均设有卫生间和母婴室。
该站1号线站台与5/8号线站台呈“T”形交叉，1号线站台西端设有换乘通道，连接5/8号线两座站台的中部。因该站客流较大，1号线与5/8号线之间的换乘采用单向换乘模式，该换乘通道仅限从5/8号线到1号线的换乘使用，乘客可从5/8号线站台直接通过该通道到达1号线站台的西端，形成T形节点换乘。1号线到5/8号线的换乘则为站厅换乘，乘客需通过站厅层到达5/8号线站台。5号线内环和8号线鲁庙方向，以及5号线外环和8号线天健湖方向之间的换乘为同台换乘。5号线和8号线其他方向之间的换乘则需通过站厅。

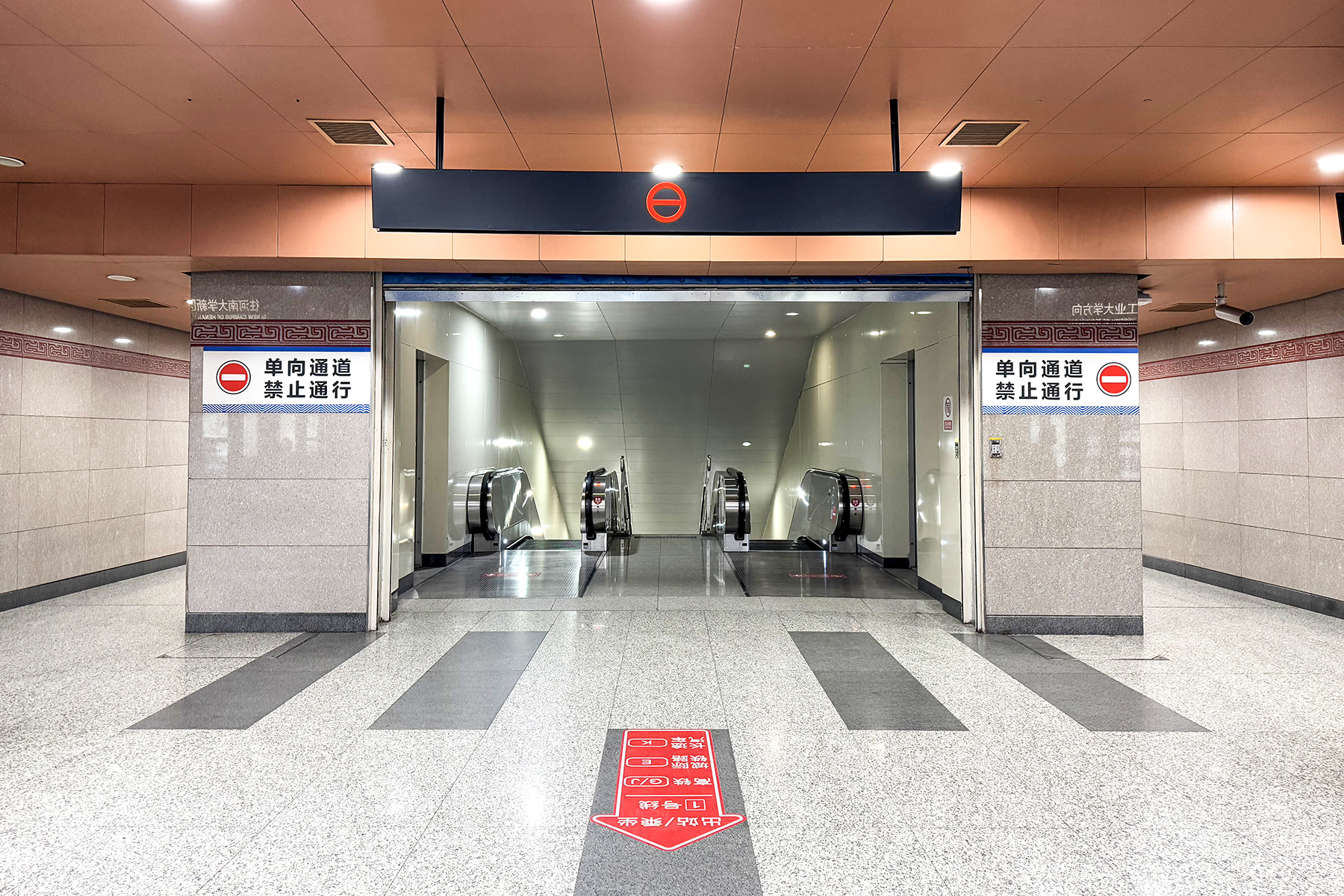
1号线站台西端的换乘节点处
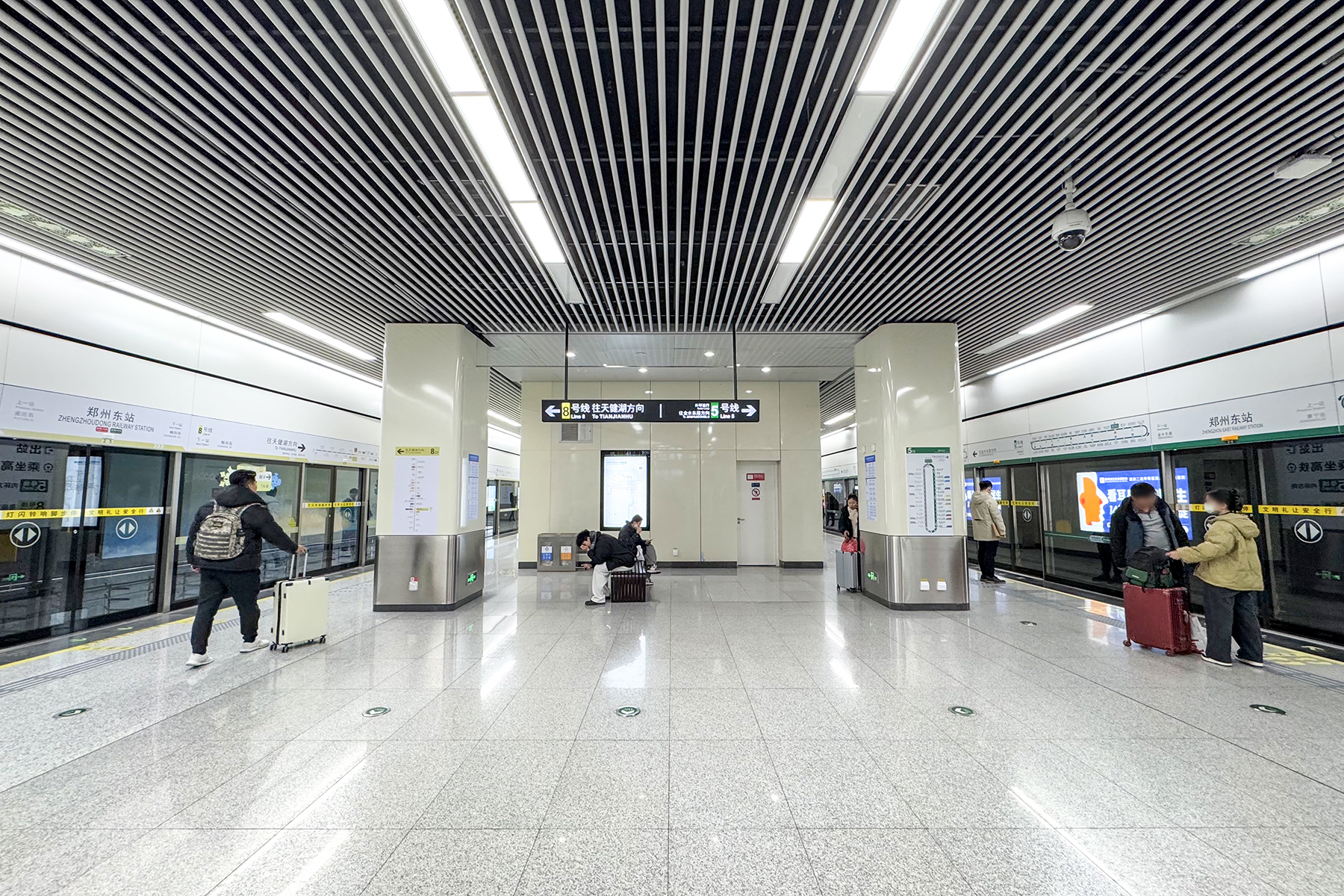
5号线外环/8号线天健湖方向站台
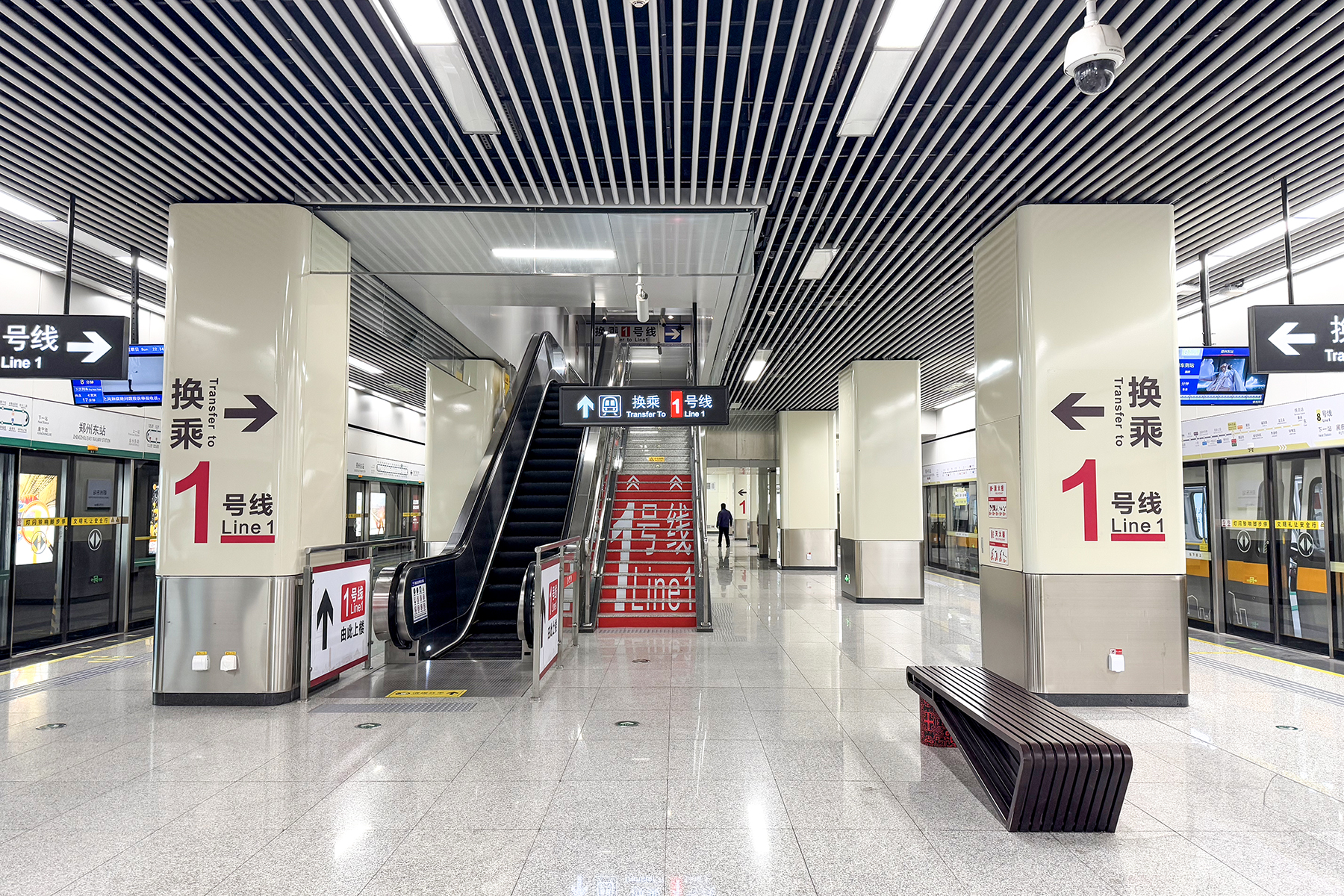
5号线内环/8号线鲁庙方向站台中部的换乘节点处

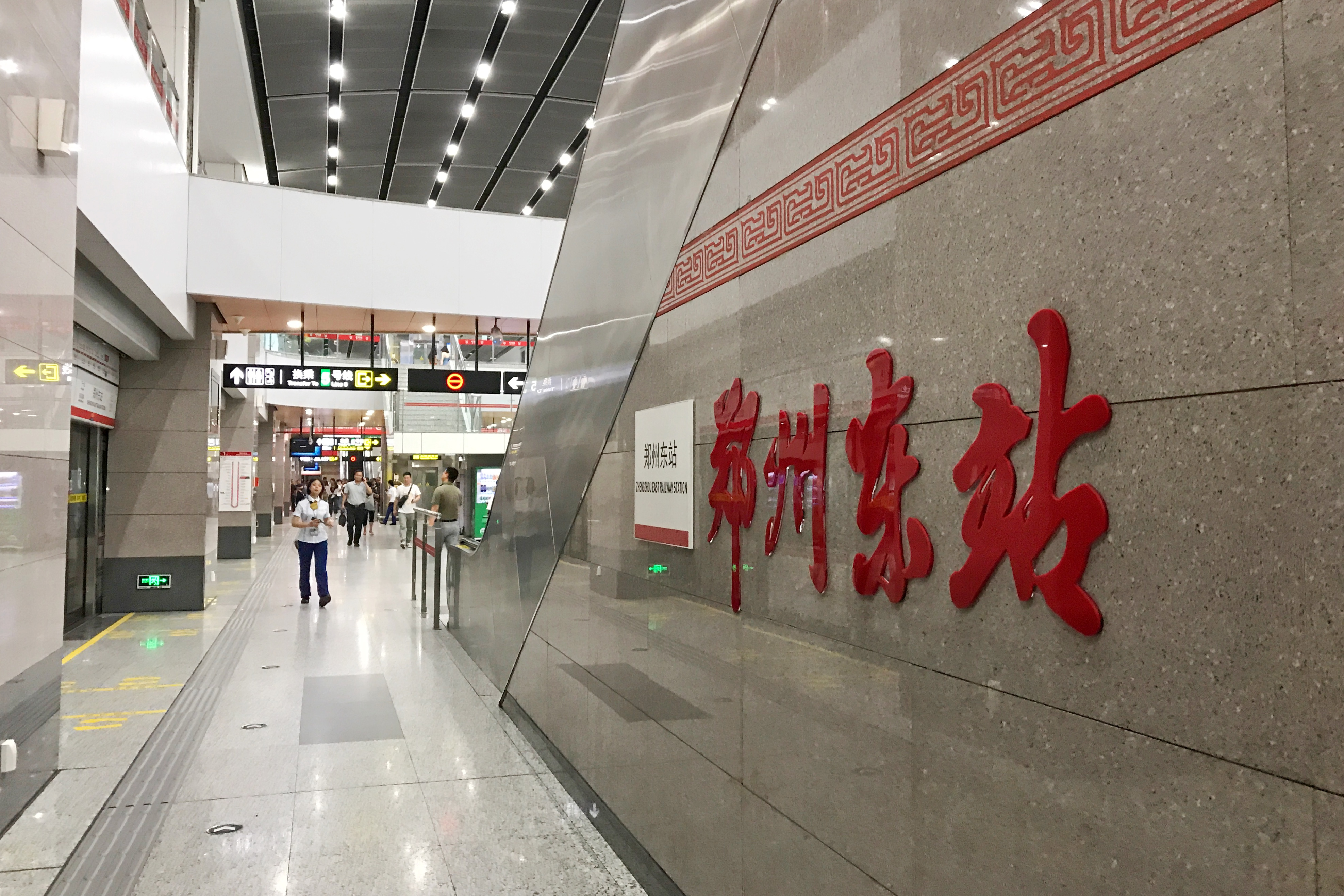
1号线站台上的站名大字壁
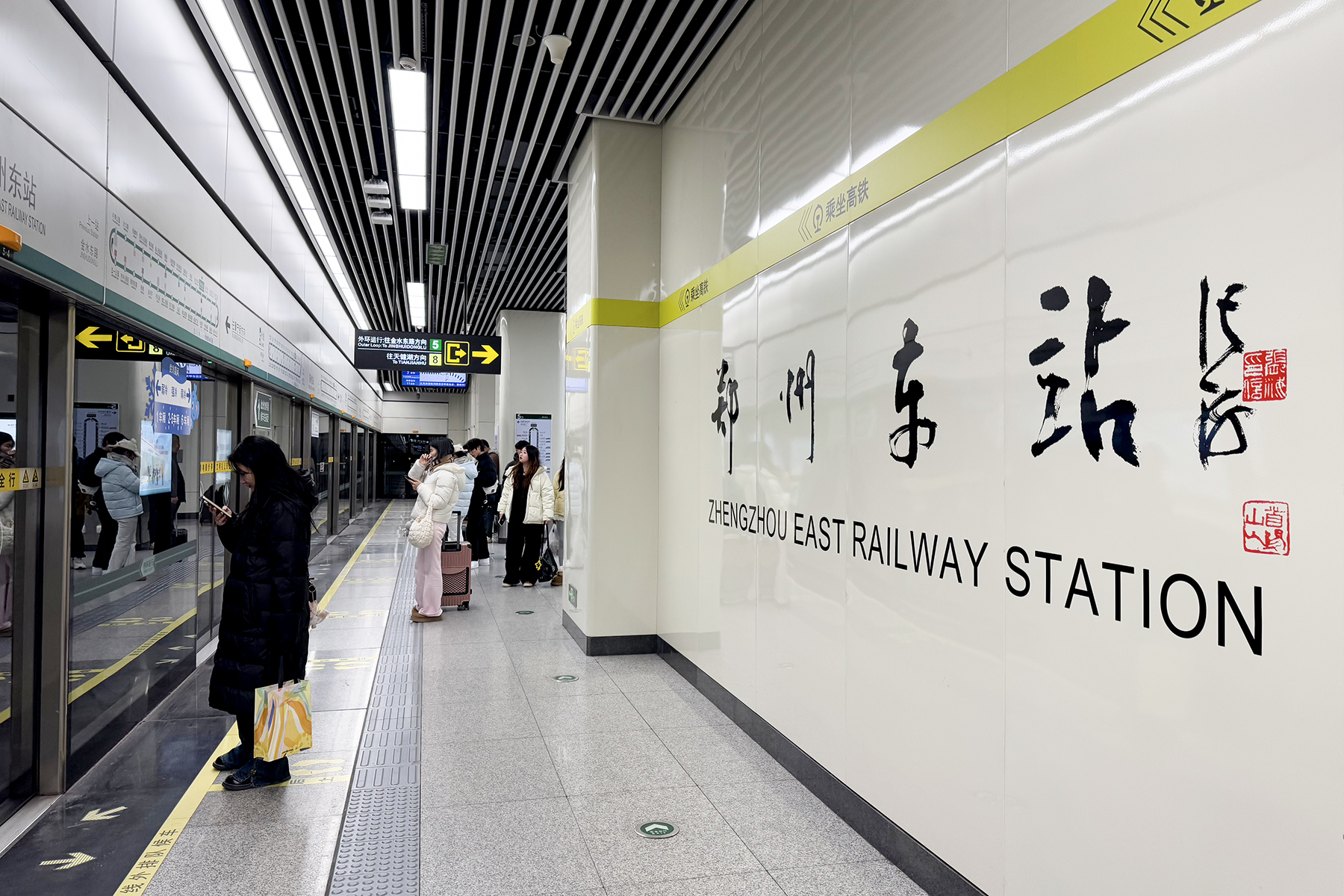
5号线站台上的站名大字壁，由张海题写
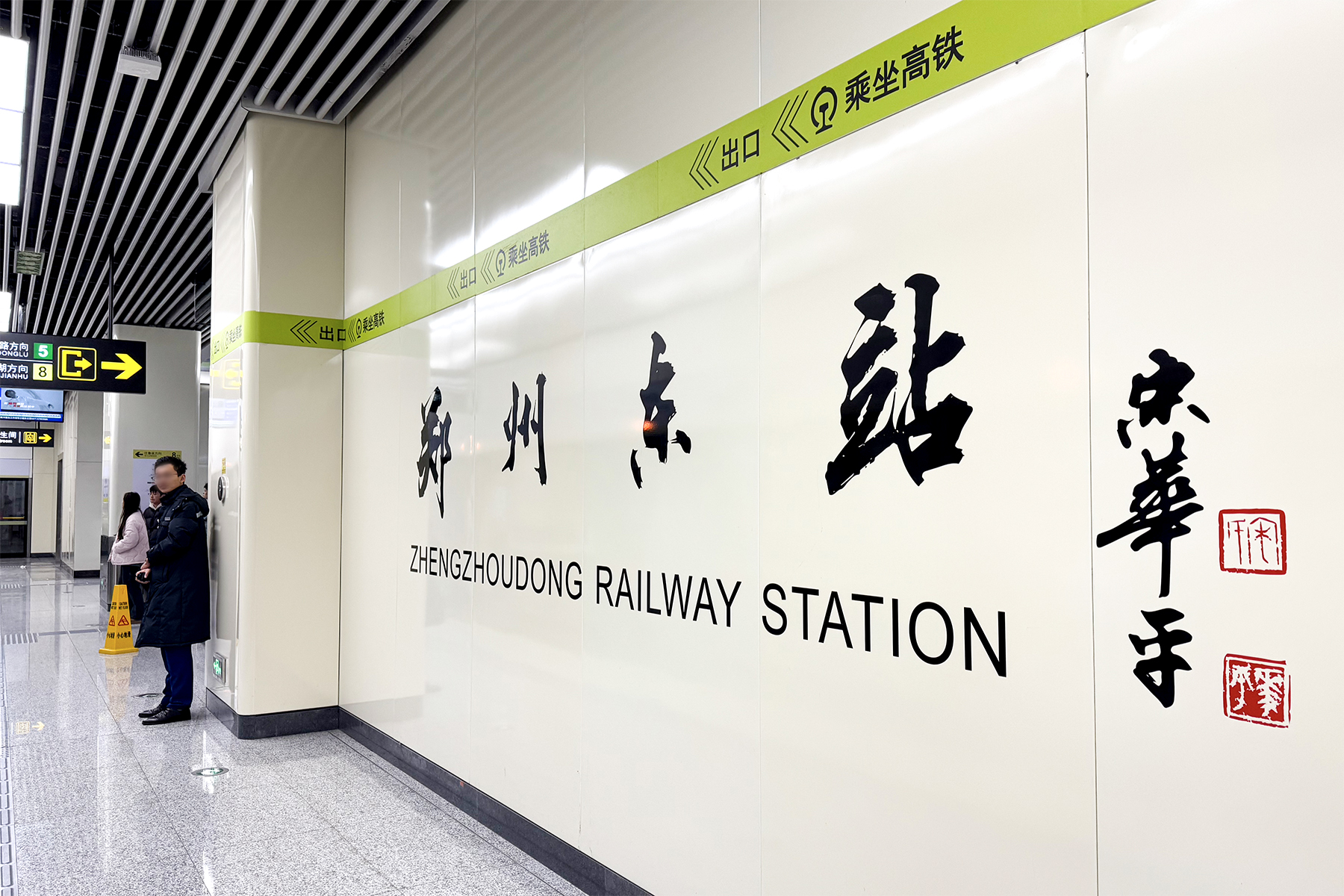
8号线站台上的站名大字壁，由宋华平题写

### 出入口
地铁郑州东站目前开通有D、E、F、G、H、I、J、K共8个出入口，其中D、E两个出入口位于国铁郑州东站的到达区内，国铁的到达乘客通过这两个出入口可免安检乘坐地铁。同时，地铁乘客也可通过这两个出入口前往位于国铁到达层的城际快速通道换乘郑开、郑机城际铁路的城际列车。F、K两个出入口分别位于南、北停车场。G、J两个出入口位于国铁车站内，分别位于南、北售票厅旁。H、I两个出入口则位于郑州东站西广场。H口设无障碍电梯。
该站各出入口信息如下表所示。
| 郑州东站 | 郑州东站              | 郑州东站              | 郑州东站               | 郑州东站              |
| 编号     | 路线                  | 路线                  | 路线                   | 备注                  |
| -------- | --------------------- | --------------------- | ---------------------- | --------------------- |
| 14       | 堤刘公交站            | ⇆                     | 郑州东站               |                       |
| G23      | 西三环化工路          | ⇆                     | 郑州东站               |                       |
| 60       | 赵坡新村              | ⇆                     | 郑州东站               |                       |
| G97      | 沙口路北三环          | ⇆                     | 郑州东站               |                       |
| 165      | 环翠路公交站          | ⇆                     | 郑州东站               |                       |
| G263     | 花园口公交站          | ⇆                     | 郑州东站               |                       |
| 319      | 郑州东站              | ⇆                     | 万邦海鲜市场           |                       |
| 326      | 郑州东站              | ⇆                     | 白沙镇星联厨卫城       |                       |
| 916      | 郑州东站              | ⇆                     | 紫荆山金水路东         |                       |
| G919     | 郑州东站              | ⇆                     | 西三环中原路           |                       |
| B38      | 北三环沙口路          | ⇆                     | 郑州东站               | 原163路               |
| K901     | 西三环化工路          | ⇆                     | 郑州东站               |                       |
| S132     | 郑州东站              | ⇆                     | 龙泽东路龙沄路         |                       |
| S169     | 郑州东站              | ⇆                     | 银莺路航海路           |                       |
| S606     | 郑州东站              | ⇆                     | 海昌海洋旅游度假区西门 |                       |
| Y5       | 郑州东站              | ⇆                     | 火车站北港湾           | 夜间服务              |
| Y9       | 郑州东站              | ⇆                     | 火车站南港湾           | 夜间服务              |
| Y13      | 郑州东站              | ⇆                     | 医学院                 | 夜间服务              |
| Y36      | 五龙口公交站          | ⇆                     | 郑州东站               | 夜间服务              |
| Y63      | 佛岗村公交站          | ⇆                     | 郑州东站               | 夜间服务              |
| Y76      | 已于2025年1月13日停办 | 已于2025年1月13日停办 | 已于2025年1月13日停办  | 已于2025年1月13日停办 |
| 机场2线  | 新郑机场              | ⇆                     | 郑州东站               |                       |

| 郑州东站 | 郑州东站       | 郑州东站 | 郑州东站 | 郑州东站 |
| 编号     | 路线           | 路线     | 路线     | 备注     |
| -------- | -------------- | -------- | -------- | -------- |
| B5       | 陇海西路西三环 | ⇆        | 郑州东站 |          |
| B7       | 宇通路公交站   | ⇆        | 郑州东站 |          |
| B202     | 中州大道站     | ⇆        | 郑州东站 |          |
| B501     | 航海东路公交站 | ⇆        | 郑州东站 |          |

| 郑州东站北港湾 | 郑州东站北港湾        | 郑州东站北港湾        | 郑州东站北港湾        | 郑州东站北港湾        |
| 编号           | 路线                  | 路线                  | 路线                  | 备注                  |
| -------------- | --------------------- | --------------------- | --------------------- | --------------------- |
| 129            | 郑州东站              | ⇆                     | 汽车客运南站          |                       |
| 262            | 八堡汽配城            | ⇆                     | 郑州东站              |                       |
| 285            | 郑州东站              | ⇆                     | 经七路金水路          |                       |
| B6             | 刘庄公交站            | ⇆                     | 郑州东站              |                       |
| S135           | 郑州东站              | ⇆                     | 郑东花卉市场          |                       |
| S185           | 郑州东站              | ⇆                     | 中州大道站            | B2路支线              |
| Y70            | 已于2025年1月13日停办 | 已于2025年1月13日停办 | 已于2025年1月13日停办 | 已于2025年1月13日停办 |

| 郑州高铁长途汽车枢纽站 | 郑州高铁长途汽车枢纽站       | 郑州高铁长途汽车枢纽站 | 郑州高铁长途汽车枢纽站      | 郑州高铁长途汽车枢纽站 |
| 编号                   | 路线                         | 路线                   | 路线                        | 备注                   |
| ---------------------- | ---------------------------- | ---------------------- | --------------------------- | ---------------------- |
| 郑州—中牟              | 中牟汽车站                   | ⇆                      | 郑州高铁长途客运枢纽站      |                        |
| 郑开城际               | 开封中心站 开封西站 宋城路站 | ⇆                      | 郑州高铁汽车站 郑州客运北站 |                        |
| 郑平601                | 平原示范区客运站             | ⇆                      | 郑州高铁长途汽车枢纽站      |                        |

## 车站装饰
地铁郑州东站的1号线和5/8号线部分在装修设计上各具主题，1号线站厅部分的主题为“中州揽胜”，在站内的12个柱体、24个柱头装饰中，每个柱头都融入了独特的河南文化符号。24个柱头均装饰有青铜材质的图案，分别为18个最具代表性省辖市地方的文化符号。如周口的“人祖圣地”，许昌的“汉魏春秋”，安阳的“文华滥觞”等。
5号线上规划的18座换乘站在装修设计上分别以河南省的18个地级市的特色为主题。该站为商丘特色站，5/8号线站厅设有主题为“三商之源”的文化墙，位于5/8号线站厅东侧安检区墙面，分为南北两部分，两面文化墙之间是连接1号线和5/8号线站厅部分的通道。文化墙上为历史文化名人的浮雕，所用的材料是304不锈钢板、铸铁、铸铜，琉璃等材料。

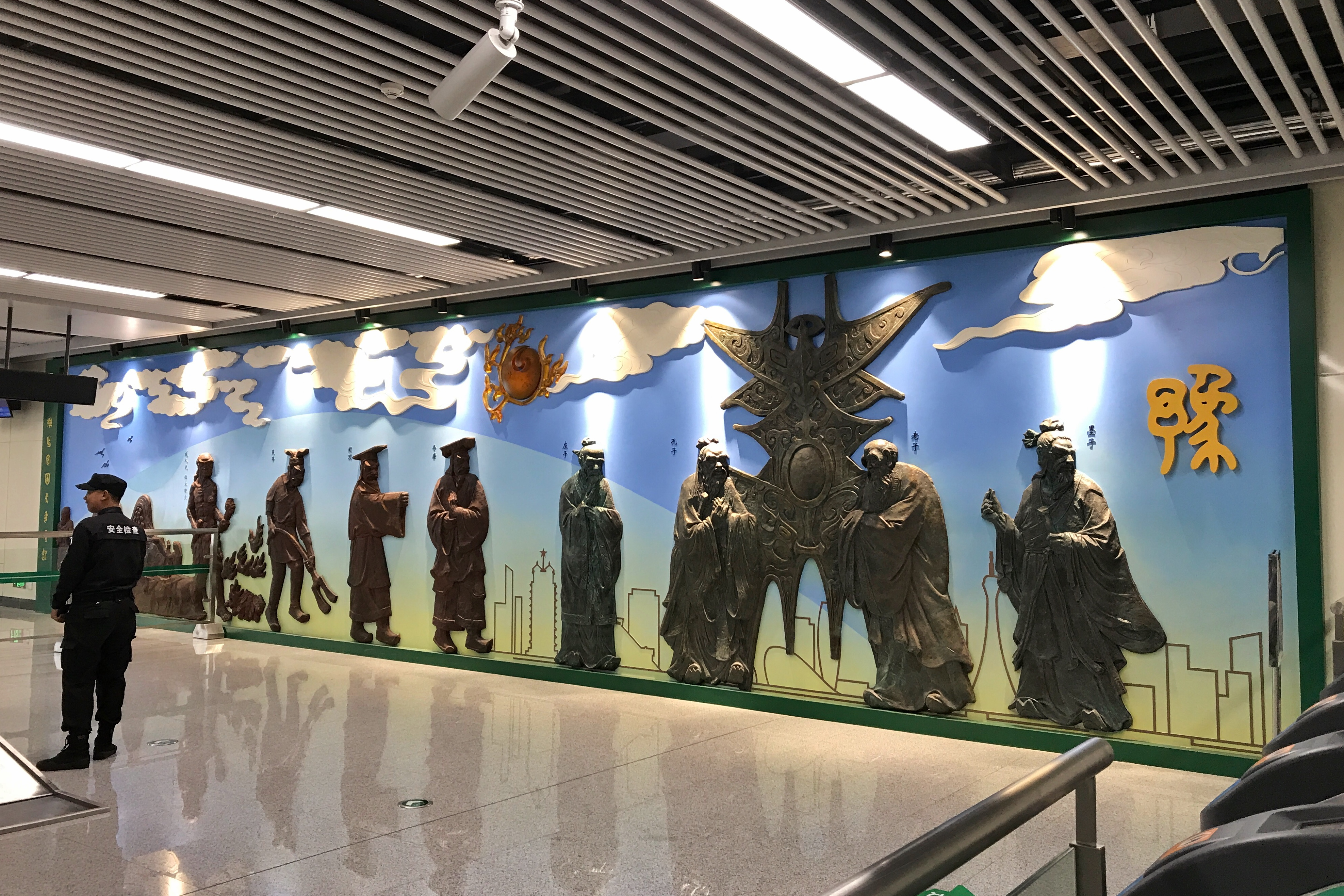
位于5/8号线站厅内的“三商之源”文化墙北侧部分
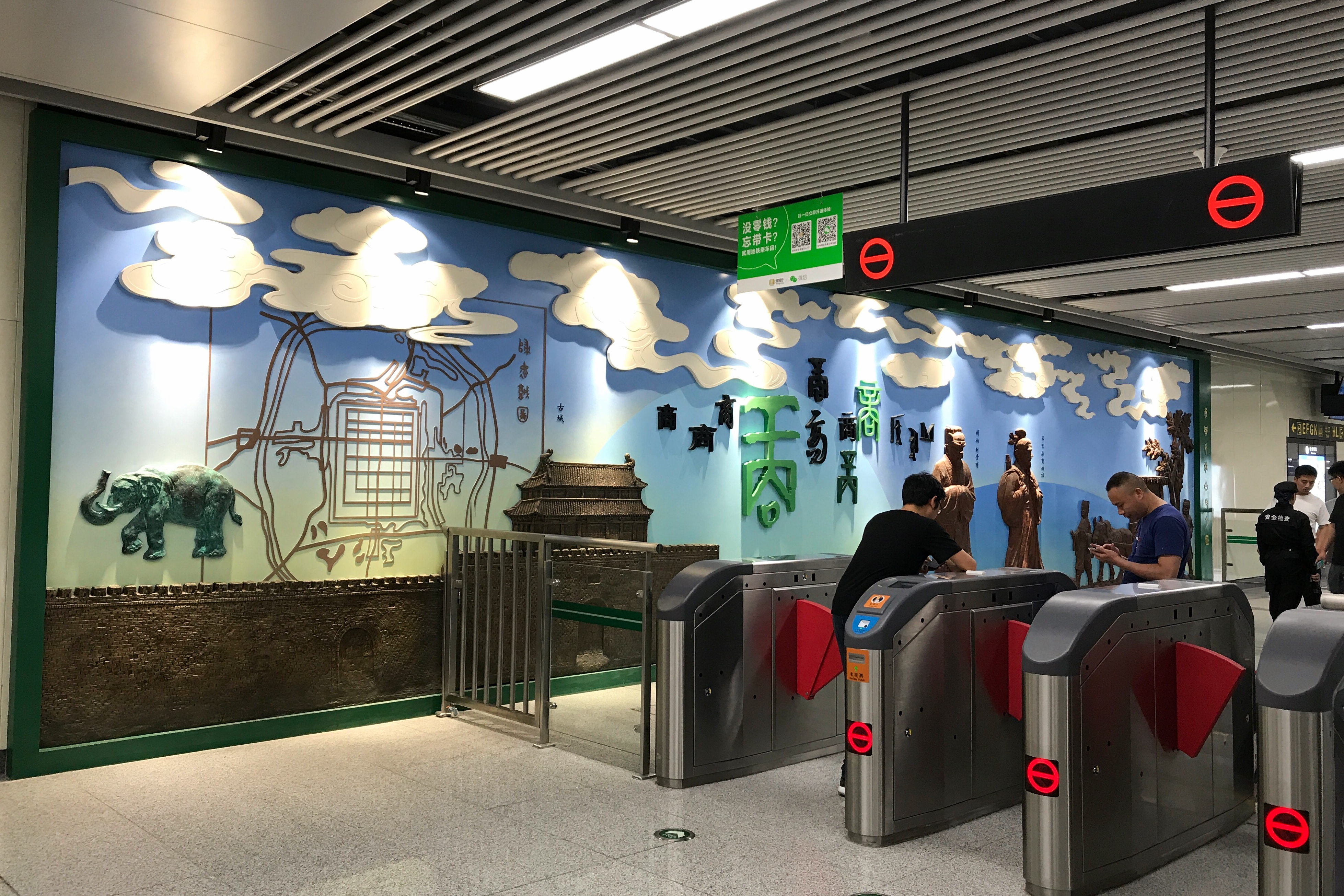
位于5/8号线站厅内的“三商之源”文化墙南侧部分

## 历史
地铁郑州东站的主体工程于2009年6月完工，并于2013年12月28日随郑州地铁1号线一期的开通运营而正式启用，为郑州地铁最早启用的20座车站之一。2019年5月20日，郑州地铁5号线开通运营，该站成为1号线和5号线的换乘站。2024年12月29日，随着郑州地铁8号线一期的开通运营，该站又成为1号线、5号线和8号线的换乘站，为郑州地铁系统中最早形成的两座三线换乘站之一（另一座为医学院站），同时也是郑州地铁最早实现同台换乘的两座换乘站之一（另一座为张家村站）。